# Instituto de Genômica de Pequim
O Instituto de Genômica de Pequim (BIG) (chinês tradicional: 北京基因組研究所, chinês simplificado: 北京基因组研究所, pinyin: Běijīng Jīyīnzǔ Yánjiūsuǒ) é um centro de pesquisa de genômica da Academia Chinesa de Ciências (CAS). O BIG foi oficialmente fundado em 28 de novembro de 2003 por Yang Huanming, Yujun e outros cientistas.

## Listas de Diretores
Yang Huanming
Wu Chung-I